# Saison 3 de What If...?
Chronologie
Saison 2
What If...? saison 3 est la toute dernière saison de la série d'animation sur le thème du multivers du MCU (Marvel Cinematic Universe), basée sur la série Marvel Comics du même nom.
La troisième et ultime saison  débute le 22 décembre 2024 sur Disney+ et diffuse chacun de ses huit épisodes quotidiennement jusqu'au 29 décembre 2024, dans le cadre de la phase cinq du MCU.
Jeffrey Wright reprend une nouvelle fois le rôle du Gardien Uatu.

## Distribution
Sauf indication contraire, les informations mentionnées dans cette section peuvent être confirmées par les bases de données cinématographiques IMDb et Allociné,  présentes dans la section « Liens externes ».

### Acteur principal
- Jeffrey Wright (VF : Michel Vigné) : Uatu, le Gardien (The Watcher en version originale)

### Autres acteurs
- Hayley Atwell (VF : France Renard) : Peggy Carter / Captain Carter
- Kawennáhere Devery Jacobs (VF : Esthèle Dumand) : Kahhori
- Seth Green (VF : Sébastien Desjours) : Howard the Duck
- Sebastian Stan (VF : Axel Kiener) : James « Bucky » Barnes
- Karen Gillan (VF : Laëtitia Lefebvre) : Nébula
- David Harbour (VF : Gilles Morvan) : Alexei Shostakov / le Red Guardian
- Anthony Mackie (VF : Jean-Baptiste Anoumon) : Sam Wilson / Falcon / Captain America
- Hailee Steinfeld (VF : Marie Tirmont) : Kate Bishop
- Kathryn Hahn (VF : Edwige Lemoine) : Agatha Harkness
- Teyonah Parris (VF : Alice Taurand) : Monica Rambeau
- Simu Liu (VF : Arthur Khong) : Shang-Chi
- Oscar Isaac (VF : Benjamin Penamaria) : Marc Spector / Moon Knight
- Mads Mikkelsen (VF : Yann Guillemot) : Kaecilius (en)
- Russell Crowe (VF : Emmanuel Jacomy) : Zeus
- Alison Sealy-Smith (VF : Corinne Wellong) : Ororo Munroe / Tornade
- Samuel L. Jackson (VF : Thierry Desroses) : Nick Fury
- Clark Gregg (VF : Jean-Pol Brissart) : Phil Coulson
- Mark Ruffalo (VF : Rémi Bichet) : Dr Bruce Banner / Hulk
- Benedict Wong (VF : Enrique Carballido) : Wong
- Paul Bettany : White Vision
- Dominique Thorne (VF : Amélia Ewu) : Riri Williams / Ironheart
- Kumail Nanjiani (VF : Antoine Schoumsky) : Kingo
- Dominic Cooper (VF : Tony Marot) : Howard Stark
- James D'Arcy (VF : Sébastien Desjours) : Edwin Jarvis
- Laurence Fishburne (VF : Paul Borne) : Bill Foster
- Kat Dennings (VF : Kelly Marot) : Darcy Lewis (en)
- Tom Hiddleston (VF : Alexis Victor) : Loki
- Josh Brolin (VF : Paul Borne) : Thanos
- Tessa Thompson (VF : Aurélie Konaté) : la Valkyrie
- Emily VanCamp (VF : Anne Tilloy) : Sharon Carter / Power Broker
- Danai Gurira (VF : Géraldine Asselin) : Okoye / Midnight Angel
- Michelle Yeoh (VF : Yumi Fujimori) : Amirale Ying Nan
- Meng'er Zhang (VF : Julie Turin) : Xu Xialing (en) / The Hood
- Alejandro Saab (en) (VF : Rémi Bichet) : Quentin Beck / Mysterio
- Jason Isaacs (VF : Christian Gonon) : L'Éminence
- D. C. Douglas (en) : L'Incarné
- Darin De Paul (en) (VF : Didier Hervé) : L'Exécuteur
- Wyatt Russell (VF : Mario Bastelica) : John Walker
- Natasha Lyonne (VF : Camille Timmerman) : Byrdie

## Épisodes

### Épisode 1:Et si… Hulk affrontait les Méca des Avengers?
- Mondial : 22 décembre 2024 sur Disney+

- Point de Bascule Temporelle : Sam Wilson a essayé d’aider Bruce Banner à trouver le calme.
- Ainsi, dans cette version, Bruce Banner tente de se débarrasser de Hulk, alors qu'il fait la paix avec lui dans la version originale, mais au final crée un Kaiju et plusieurs Avengers sont tués, Sam Wilson l'aide finalement à trouver la paix et Bruce sous sa forme Méga-Hulk, qu'il n'a jamais eu dans la version originale, part s'installer avec les monstres gamma sur son île pour devenir leur nouveau chef après avoir tué l'Apex. Sam Wilson est bien devenu Captain America mais après la mort de Steve plutôt que de l’hériter quand il est devenu vieux.

### Épisode 2:Et si… Agatha avait conquis Hollywood?
- Mondial : 23 décembre 2024 sur Disney+

- Point de Bascule Temporelle : Agatha Harkness s’est intéressée au pouvoir du céleste Tiamut.
- Ainsi, dans cette version, Agatha Harkness rencontre les Célestes et les Eternels alors qu'elle ne les a jamais rencontrées dans la version originale avant de mourir. Elle gagne le pouvoir de deux Célestes en tuant Tiamut et Arishem, empêchant l'Emergence et la Destruction de la Terre, devenant une héroïne. Elle ne créera pas une sabbat, empêchant la mort de Sharon Davis, d’Alice Wu-Gulliver et de Lilia Calderu dans la route des sorcières. Wanda ne deviendra pas la Sorcière rouge avec le Darkhold. Les éternels Ajak, Gilgamesh et Ikaris ne mourront pas à cause d’un problème de désaccord. Howard Stark devient producteur de cinéma au lieu de se lancer dans l’armement, empêchant probablement son fils de devenir Iron Man.

### Épisode 3:Et si… Red Guardian arrêtait le Soldat de l'Hiver?
- Mondial : 24 décembre 2024 sur Disney+

- Point de Bascule Temporelle : le Red Guardian a refusé la mission d’infiltration en Ohio pour s’incruster dans l’assassinat d’Howard et Maria Stark par le Soldat de l'Hiver en 1991.
- Ainsi, dans cette version, Howard et Maria Stark survivent à cette tentative d'assassinat. HYDRA ne crée pas l'escadron de super-soldats meurtriers vu dans Captain America : Civil War, puisque toutes les fioles de sérum sont détruites au cours de l'épisode et les Avengers ne seront pas divisés. Obadiah Stane meurt défenestré en 1991, ce qui fait qu'il ne deviendra pas Iron Monger et n'essaiera jamais de tuer Tony Stark (ce qui, étonnamment, ne l'empêchera pas de devenir Iron Man). Le Red Guardian ne forme jamais de fausse famille avec Natasha, Melina et Yelena, ce qui devrait changer la nature de leurs relations. A la place, il fera défection de la Chambre rouge dès 1991 et rejoindra les Avengers. Le général Dreykov prend le contrôle du programme Soldat de l'Hiver à la suite de l'arrestation ou la mort probable de Vasily Karpov.
- Cet épisode nous révèle que Obadiah Stane / La Tour a orchestré l'assassinat d'Howard Stark en collaboration avec les Russes et, de manière plus indirecte, HYDRA. Chose qu'il semble également avoir faite dans la continuité principale du MCU selon la logique de basculement temporel de cet épisode.

### Épisode 4:Et si… Howard le Canard s’était marié?
- Mondial : 25 décembre 2024 sur Disney+

- Suite de l'histoire où Thor est devenu fils unique et qui a créé une fête incontournable sur Terre.
- Ainsi, dans cette version, Howard Duck et Darcy Lewis sont mariés et ont une fille Byrdie alors qu'ils ne se sont jamais rencontrés dans la version originale.
- Dans cette version, il est confirmé que Loki ne tue pas Laufey contrairement à la version originale. Nick Fury est révélé être vivant.
- Dans cet univers, de nombreux changements majeurs s'effectuent car plusieurs méchants meurent plus tôt : Le Grand Maître et Topaz sont tués par Zeus, (alors que dans la version originale seule Topaz meurt tuée par Bruce Banner), Malekith, Kaecilius, Thanos et son Ordre Noir meurent tous vers 2013, ce qui implique que les événements d'Avengers : Infinity War et Avengers : Endgame ne se produiront pas. Frigga ne meurt pas car l'attaque des Elfes Noirs sur Asgard n'a pas lieu contrairement à la version originale. Comme Kaecilius est mort avant sa rencontre avec Stephen Strange, Mordo ne deviendra pas méchant et restera membre des Maîtres des Arts Mystiques et l'Ancienne restera en vie et la gardienne de la pierre du temps.
- D'autres personnages ont aussi un destin différent : Yondu reste un "méchant" Ravageur et sera tué par Kaecilius, alors que dans la version originale, il devient membre des Gardiens de la Galaxie et se sacrifie pour sauver son "fils" Peter Quill. Après que Kaecilius ait enfermé pour toujours le Collectionneur dans la Dimension Miroir, Carina devient méchante et son assistante, elle sera tuée quand Byrdie éclot alors que dans la version originale, elle meurt tuée par la pierre du pouvoir en choisissant de ne plus être l'esclave du Collectionneur. Les Gardiens de la Galaxie sont présumés être formés et auront réussi à arrêter Ronan comme dans la version originale.

### Épisode 5:Et si… L’Émergence détruisait la Terre?
- Mondial : 26 décembre 2024 sur Disney+

Alors que Riri est seule et désespérée, Uatu intervient et l'encourage lui redonnant la force et la volonté pour détruire White Vision et Mysterio.
- Point de Bascule Temporelle : L’Émergence s’est déclenché quelque années plutôt avant que les éternels ne le découvrent.
- Ainsi, dans cette version, la Terre est détruite beaucoup d'humains et d'Avengers sont morts. Mysterio survit et devient un tyran au lieux de se faire passer pour un héros d’un autre univers en dévoilant pas l’identité de Spiderman, il crée White Vision à la place de Tyler Hayward et devient même son bras droit. Riri Williams devient Ironheart plus rapidement que dans la version originale, est membre d'une Alliance rebelle qui sera détruite. Elle garde le symbole des Avengers pour inspirer l'espoir chez les survivants et probablement pour former une nouvelle équipe.

### Épisode 6:Et si… 1872?
- Mondial : 27 décembre 2024 sur Disney+

- Point de Bascule Temporelle : Xu Xialing a choisi de s’enfuir en Amérique au XIXe siècle.
- Ainsi, dans cette version, l'action se passe au Far-West, la sœur de Shang-Chi tue Parker Robbins / The Hood et prend sa place  la tête de son gang et meurt tuée par Kate Bishop. Dans la version originale, elle est vivante et dirige les Dix Anneaux et n'a encore jamais rencontré The Hood.

### Épisode 7:Et si… Le Gardien disparaissait?
- Mondial : 28 décembre 2024 sur Disney+

- Les trois Gardiens (Eminence, Incarné et Exécuteur) sont les antagonistes principaux et finaux de cette saison.
- Captain Carter affronte son vieil ennemi le Champion d'HYDRA pour la seconde et dernière fois.
- Dans cet épisode une version d'Infinity Ultron apparaît, mais la différence entre l'autre Infinity Ultron est que celui-ci a tué Thanos, collecté les Pierres d'Infinité et détruit toute vie dans son univers pour instaurer la paix il y a longtemps de cela. Il rencontre bien plus tard Captain Carter et son équipe : Kahhori, Ororo Munroe / Tornade détentrice de Mjolnir et Byrdie devenue adulte, et avec leur aide réalise son erreur.

### Épisode 8:Et si… Et si?
- Mondial : 29 décembre 2024 sur Disney+

- Cet épisode est le final de la série.
- Captain Carter meurt, Kahhori, Storm et Byrdie deviennent Gardiennes du Multivers aidant Uatu. Eminence, Incarné et Exécuteur sont vivants mais ont perdu tous leurs pouvoirs de Gardien.
- Un épisode présentant une bagarre entre héros et méchants jugée ensuite par le Groupe Kiss devait voir le jour mais a finalement été annulé.